# 30 a.C.
30 a.C. foi um ano comum do século I a.C. que durou 365 dias. De acordo com o Calendário Juliano, o ano teve início e terminou a uma quarta-feira. a sua letra dominical foi E.
| Ano completo                        |
| ----------------------------------- |
| Ano comum com início à quarta-feira |

## Eventos

### África e outras regiões
- O Egito é declarado província romana.

## Mortes
- Marco António e Cleópatra suicidam-se.